# Antonio Gibson
Antonio Gibson (Stockbridge, 23 giugno 1998) è un giocatore di football americano statunitense che milita nel ruolo di running back per i New England Patriots della National Football League (NFL).

## Carriera

### Washington Football Team/Commanders
Gibson al college giocò a football all'East Central Community College (2016-2017) e all'Università di Memphis (2018-2019). Fu scelto dai Washington Redskins nel corso del terzo giro (66º assoluto) del Draft NFL 2020. Debuttò come professionista nel primo turno vinto contro i Philadelphia Eagles in cui corse 9 volte per 36 yard e ricevette 2 passaggi per 8 yard. Nella gara del settimo turno vinta contro i Dallas Cowboys corse 128 yard e segnò un touchdown. Nella settimana 12 divenne il primo rookie dei tempi di Randy Moss nel 1998 a segnare 3 touchdown nella gara del Giorno del Ringraziamento nella vittoria sui Cowboys, venendo premiato come rookie della settimana. La sua prima stagione si chiuse con 795 yard corse e 11 touchdown in 14 presenze, 11 delle quali come titolare.

### New England Patriots
Il 14 marzo 2024 Gibson firmò un contratto triennale con i New England Patriots.

## Palmarès
- Rookie della settimana: 1

12ª del 2020